# Радуша
Ра̀душа или Ра̀душе (на македонска литературна норма: Радуша; на албански: Radusha) е село в северната част на Северна Македония, в община Сарай.

## География
Селото е разположено на десния бряг на Вардар в клисурата Дервент преди реката да излезе в Скопското поле.

## История
В края на XIX век Радуша е албанско село в Тетовска каза на Османската империя. Андрей Стоянов, учителствал в Тетово от 1886 до 1894 година, пише за селото:
| „ | С. Радуше — имало 60 арнаутски кѫщи и една джамия. При селото има развалини отъ стара църква и гробища съ кръстове. | “ |

Според статистиката на Васил Кънчов („Македония. Етнография и статистика“) в 1900 година Радуше има 330 жители арнаути мохамедани.
На етническата си карта от 1927 година Леонард Шулце Йена показва Радуше (Raduše) като албанско село.
На етническата си карта на Северозападна Македония в 1929 година Афанасий Селишчев отбелязва Радуша като албанско село.
Според преброяването от 2002 година Радуша има 1892 жители.
| Националност     | Всичко |
| северномакедонци | 2      |
| албанци          | 1884   |
| турци            | 0      |
| роми             | 0      |
| власи            | 0      |
| сърби            | 0      |
| бошняци          | 2      |
| други            | 4      |

## Личности
Родени в Радуша
- Рафиз Алити (р. 1959), политик от Северна Македония, депутат от ДСИ